# Museo Meadows
El Museo Meadows de Arte (Meadows Museum of Art) es un centro cultural de Dallas (estado de Texas, EE. UU.) que depende de la Escuela de Artes de la Universidad Metodista del Sur (Southern Methodist University). 
El Museo Meadows se centra en el arte español, desde la Edad Media hasta la actualidad, del cual alberga una de las colecciones más importantes que existen fuera de España, tanto por extensión como por calidad. Incluye obras importantes de grandes maestros españoles: de los siglos XV y XVI como Juan de Borgoña, Yáñez, Luis de Morales y El Greco; barrocos como Velázquez, José de Ribera y Murillo; Goya y el siglo XIX hasta Ignacio Zuloaga y Joaquín Sorolla; la vanguardia del siglo XX con Pablo Picasso, Joan Miró, Juan Gris y Salvador Dalí; y arte contemporáneo (Miquel Barceló, Carmen Laffón...). Sus fondos incluyen obras muy variadas en formato y estilo: retablos del renacimiento, lienzos barrocos de gran formato, bocetos de la época rococó, esculturas de madera policromada, paisajes de gusto impresionista, arte abstracto y una colección casi completa de grabados de Goya. Cuenta además con una selección de escultura internacional, de grandes maestros del siglo XX: Rodin, Aristide Maillol, Giacometti, Jacques Lipchitz, Henry Moore y Claes Oldenburg. 
El museo está abierto todos los días de 10:00 a. m. a 5:00 p. m. excepto el lunes.

## Historia
El Museo Meadows se inauguró en 1965, gracias a la colección de arte español donada por Algur Hurtle Meadows (1899-1978), un empresario del petróleo que fundó la General American Oil Company de Texas.
Durante la década de 1950, Meadows viajó frecuentemente a Madrid, al haber obtenido una concesión para efectuar sondeos petrolíferos en España. Sus pretensiones inversoras no tuvieron el éxito esperado, pero durante esos años Meadows se familiarizó con el arte español. Se hospedaba en el Hotel Ritz, enfrente del Museo del Prado, que visitó asiduamente, y espoleado por lo que vio, empezó a reunir obras de arte español procedentes de colecciones privadas. Para 1962, ya había formado un llamativo repertorio.
El Museo Meadows abrió sus puertas en 1965, en un edificio de líneas clásicas más bien reducido. Dos años después, varios expertos aconsejaron a Meadows un replanteamiento de la colección con un criterio más riguroso, pues detectaron varias falsificaciones y dudaban además de otras atribuciones. En esa época, el magnate Meadows poseía pinturas adquiridas como originales de Paul Gauguin, Raoul Dufy, Pierre Bonnard y Marc Chagall que en realidad eran imitaciones pintadas por Elmyr de Hory. Superando la sensación inicial de decepción, Meadows inició una etapa coleccionista con renovados bríos, aconsejado por el joven experto William B. Jordan (a quien se nombró director del museo) y con el asesoramiento de Diego Angulo Iñiguez (entonces director del Prado) y José López-Rey. En poco tiempo, gastaron más de un millón de dólares (suma muy elevada entonces) en nuevas obras, entre ellas El corral de locos de Goya. Muchas de las piezas más relevantes (como la Sibila de Velázquez) se adquirieron a la prestigiosa galería Wildenstein de Nueva York.
El inesperado fallecimiento de Meadows en 1978, en un accidente de automóvil, no detuvo las actividades del museo. William B. Jordan continuó en la Dirección del centro hasta 1981 (cuando fue contratado por el Museo Kimbell), y durante ese periodo de tres años siguió seleccionando adquisiciones. A lo largo de sus casi quince años de trabajo en el Museo Meadows, Jordan intervino en la compra de unas 75 obras, entre las cuales se cuentan muchas de las más importantes: desde Fernando Yáñez de la Almedina hasta Joan Miró. También conformó el conjunto de escultura moderna que se exhibe en el exterior. La relación entre el Sr. Jordan y el museo se mantuvo en el tiempo, y en 2016 (apenas dos años antes de fallecer) el Meadows recibiría de él una relevante donación de pinturas y dibujos. La página web de la institución muestra 46 piezas con dicha procedencia, incluyendo pinturas de Juan van der Hamen, Agustin Esteve, Vicente López Portaña y José Gutiérrez de la Vega, así como dibujos de Mariano Fortuny, Federico de Madrazo y Joan Miró, y estampas de José de Ribera y Manuel Salvador Carmona.

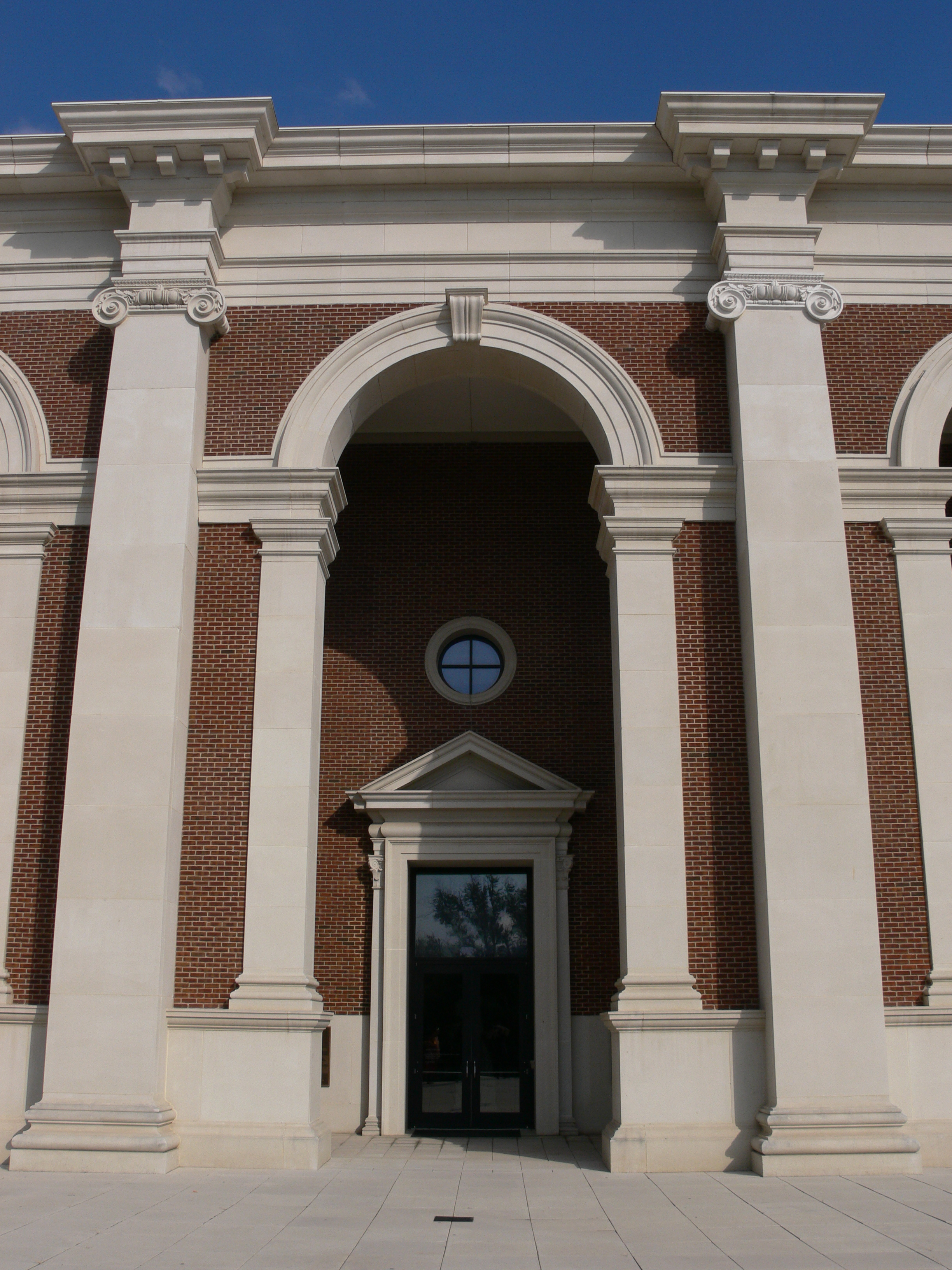
Acceso al Museo Meadows.

A finales del siglo XX, limitaciones de espacio obligaron a pensar en una nueva sede, y en 2000 se acometió la construcción de un nuevo edificio inspirado en el estilo georgiano y en Palladio. Mientras, algunas de las obras se expusieron en el Museo Thyssen-Bornemisza de Madrid y en el MNAC de Barcelona. El nuevo museo fue inaugurado en 2001 con la presencia de Juan Carlos I de España.
La relación entre el Museo Meadows y varios museos y colecciones españolas se ha mantenido en el tiempo. En 2008, el Museo Meadows dedicó una exposición a dibujos de la Colección Juan Abelló, una muestra que (con variaciones) se había exhibido en el Thyssen. Coincidiendo con su 50.º aniversario, el museo albergó en la primavera de 2015 una selección más amplia de obras de Abelló, a la que siguió en otoño del mismo año una histórica muestra con tesoros artísticos de la Casa de Alba. Así mismo, el Meadows ha ido exponiendo, como obra invitada, varias piezas prestadas por el Museo del Prado, con el cual compartió en 2017 una exposición de dibujos de José de Ribera y la publicación de su catálogo razonado.

## Colecciones

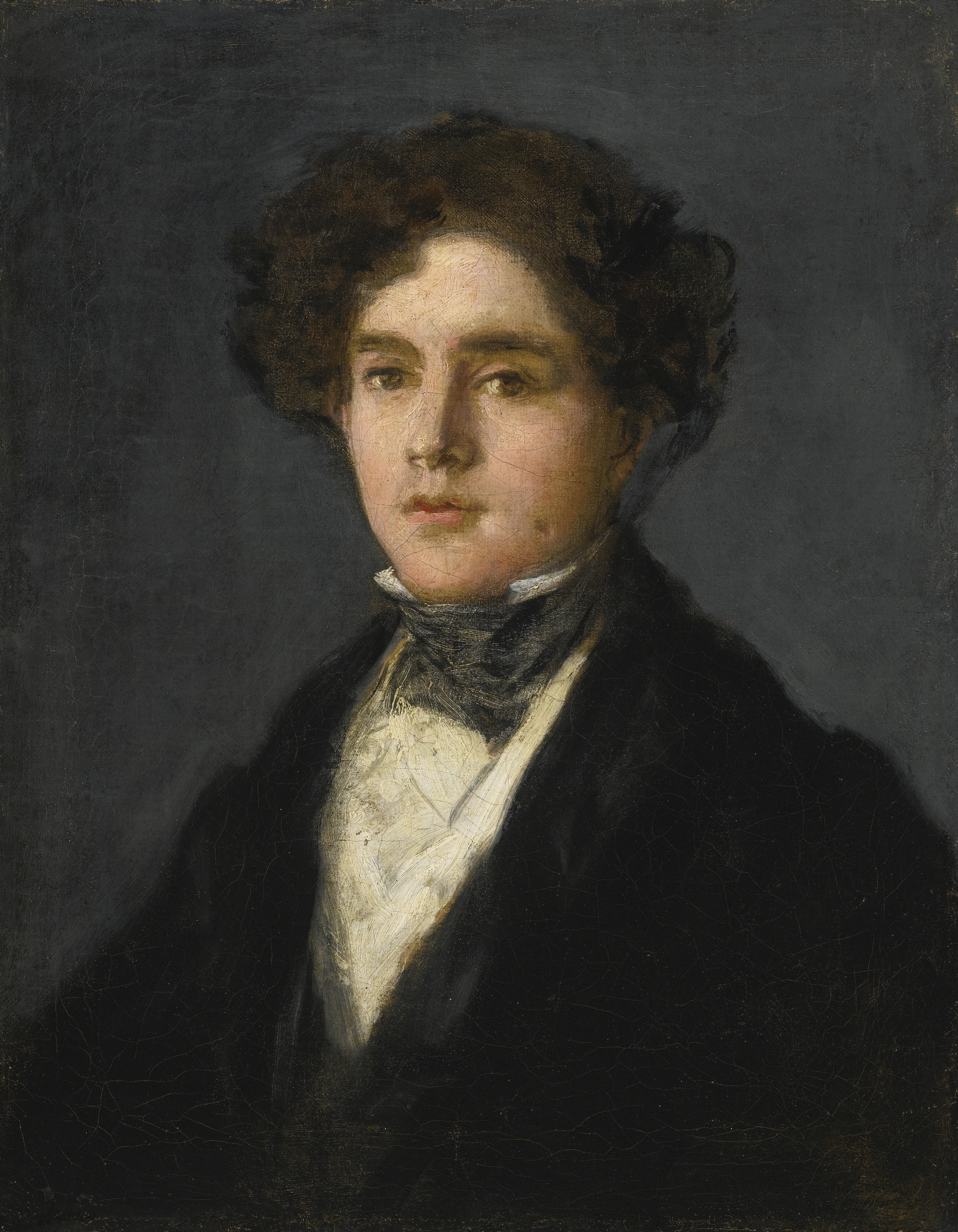
Retrato de Mariano Goya, nieto del pintor (1827), de Francisco de Goya. Adquisición del museo presentada al público en octubre de 2013.

El Museo Meadows alberga unas 200 pinturas y 800 dibujos y grabados. Abarca diez siglos de arte español, desde la España musulmana hasta Antoni Tàpies, si bien el grueso de la colección corresponde a la edad de oro de la pintura española, entre El Greco y Goya. 

### Edad Media y Renacimiento
Los ejemplos más antiguos son tablas medievales, mayormente de autores anónimos, así como vestigios en piedra de la época musulmana. Destacan un tabernáculo catalán de finales del siglo XIV y las tablas San Blas entronizado como obispo de Martín Bernat y San Acacio y los 10.000 mártires del Monte Ararat de Fernando Gallego. También hay tablas de Joan Reixac y Pere Vall. Del Renacimiento, sobresalen un San Sebastián de cuerpo entero de Fernando Yáñez de la Almedina, considerado una de sus obras más raras e importantes, y La casulla de san Ildefonso de Juan de Borgoña.

### De Antonio Moro a Ribera
Un Retrato de Alejandro Farnesio de 1561 abre la sección más brillante de la colección. Su autoría es dudosa; se asignaba a Alonso Sánchez Coello pero el catálogo de la exposición en el Thyssen lo volvía a atribuir a Antonio Moro. Le siguen una Piedad de Luis de Morales, un Calvario de Pedro de Campaña (adquirido en 2022), San Francisco en meditación del Greco y tres obras de Velázquez: un retrato en busto de Felipe IV, que podría ser el primero que del rey hiciera el pintor en 1623; un pequeño retrato de Mariana de Austria, posiblemente el prototipo para los ejemplares de la Academia de San Fernando y Museo Thyssen-Bornemisza (en préstamo en el MNAC de Barcelona); y la llamada Sibila con tabula rasa, fechable hacia 1648 y que algunos identifican como la mujer joven de Las hilanderas. La retratística madrileña anterior a Velázquez se representa con un notable Retrato de dama de Bartolomé González, adquirido en 2021; obra firmada y fechada en 1621.
La colección del barroco madrileño es relevante, e incluye a Juan van der Hamen (Guirnalda de flores con la Virgen y el Niño), Claudio Coello (Santa Catalina derrotando al emperador Majencio), Juan Martín Cabezalero (San Jerónimo, 1666), Antonio de Pereda y dos obras relevantes de Juan Carreño de Miranda: un curioso Retrato del enano Michol, y El martirio de san Bartolomé. Es de autoría escurridiza el célebre Retrato del embajador sir Arthur Hopton y su secretario; se atribuía a Juan Andrés Ricci pero el experto español en pintura flamenca Matías Díaz Padrón lo cree pintado por Jacob van Oost (I).
De Murillo existen cinco ejemplos, el repertorio más amplio reunido en un museo estadounidense: una Inmaculada, el gran paisaje Jacob pone las varas al rebaño de Labán, una Crucifixión y dos lienzos representando a Santa Justa y Santa Rufina de medio cuerpo. El museo cuenta además con lienzos de Francisco de Zurbarán (Los desposorios místicos de santa Catalina, h. 1645), Juan de Sevilla, Ignacio Iriarte y Valdés Leal (San Joaquín y el ángel), y también exhibe una escultura en terracota de Luisa Roldán (San Juan Bautista niño con el cordero).
Adquisición más reciente es una Adoración de los Pastores de Juan Bautista Maíno, uno de sus escasos lienzos de gran tamaño que se conservan fuera de España. Posteriormente se han sumado pinturas de Alonso Cano (El Niño Jesús dormido), Pedro de Camprobín (una pareja de floreros), Miguel Jacinto Meléndez (retratos de Felipe V y su esposa María Luisa Gabriela de Saboya), Josefa de Óbidos (Naturaleza muerta, c. 1680) y María Josefa Sánchez (Cruz de celda) así como dibujos de Cano, Herrera el Viejo y Valdés Leal.
José de Ribera sorprende con un Retrato de caballero con quevedos, rarísimo ejemplo de su faceta como retratista. El museo guarda también valiosos ejemplares de seis de sus más famosos aguafuertes, como el de Sileno ebrio.

### Goya y su época
Junto a ejemplos de Francisco Bayeu y Mariano Salvador Maella, y un buen conjunto de Vicente López (cinco pinturas y dos dibujos), el Museo Meadows posee una generosa representación de Goya, que suma seis pinturas y primeras ediciones de sus principales series de grabados: Los Caprichos, Los desastres de la guerra, La tauromaquia y Los disparates. Entre los cuadros, destacan El corral de locos, un Bodegón con aves y un Retrato de hombre con florete, a quien se identifica como el arquitecto Francesco Sabatini. Entraña también gran interés un retrato inacabado de la reina Isabel de Braganza, esposa de Fernando VII de España y a quien se considera principal impulsora de la creación del Museo del Prado de Madrid. Pero la joya más singular del conjunto goyesco es el Retrato de Mariano Goya, nieto del pintor; firmado en 1827, es uno de los raros retratos goyescos de la etapa de Burdeos. Tras permanecer cuatro décadas casi escondido, en manos del naviero griego George Embiricos, este cuadro salió a la venta en 2013 y lo adquirió el Museo Meadows por una cifra no revelada, pero que se estima entre 6 y 9 millones de dólares.
El fondo de dibujos incluye ejemplos de Pedro Duque Cornejo, Zacarías González Velázquez, José Camarón Bonanat, Mariano Salvador Maella, Antonio Carnicero y José Aparicio. En enero de 2019, el museo ha anunciado la compra de un dibujo a tinta de Goya, Visiones, primer ejemplo de este tipo que ingresa en la colección. Tiene una procedencia ilustre, pues perteneció a Federico de Madrazo y al escritor francés Víctor Hugo.

### SigloXIX
El repertorio del siglo XIX y principios del XX incluye a Raimundo de Madrazo, Valeriano Domínguez Bécquer, José Gutiérrez de la Vega (María Magdalena despojándose de sus joyas), Anglada Camarasa, Eugenio Lucas Velázquez, Genaro Pérez Villaamil, Agustín Querol (la terracota Niño volteándose, 1884-87), Aureliano de Beruete (Vista de Segovia desde el camino de Perogordo, 1908), Joaquín Sorolla (El ciego de Toledo, 1906), Martín Rico, Emilio Sánchez Perrier (Huerta de Sevilla, h. 1880), Joaquín Mir (Alegoría, h. 1903), Santiago Rusiñol, Josep de Togores, Gabriel Morcillo e Ignacio Zuloaga, de quien se guardan el dibujo Retrato de Margaret Khan (1923), donado en 2019 por un nieto del pintor, y tres pinturas: El torero `El Segovianito´ (1912), Vista de Alquézar (h. 1915-20) y Retrato de la duquesa de Arión (1918). 
En enero de 2018 el museo anunció una adquisición excepcional: La playa de Portici, considerada la última obra pintada por Mariano Fortuny y una de las de mayor formato dentro de su producción madura.

### Arte moderno y contemporáneo
El Meadows cuenta con pinturas de los principales vanguardistas españoles del siglo XX: Picasso (Bodegón en un paisaje, 1915), Juan Gris (Paisaje cubista, 1917), Joan Miró (La reina Luisa de Prusia, 1929) y María Blanchard (Mujer sentada, h. 1917), a los que se sumó en 2016 Salvador Dalí con L'homme poisson. Esta pintura de 1930 tiene especial relevancia en Texas pues se trata del primer óleo de Dalí que ingresa en un museo público del estado, y además entraña valor histórico pues se incluyó en la primera exposición de arte surrealista celebrada en Estados Unidos, en 1931. En 2019 el repertorio de Dalí se ha enriquecido con un ejemplar en bronce pintado de la icónica escultura Venus de Milo con cajones, recibido en donación.
Es relevante el fondo de obra gráfica y carteles del siglo XX, en el cual destaca un grupo de ocho raras estampaciones de los grabados picassianos Sueño y mentira de Franco cuando aún estaban sin terminar. El museo también posee dos cerámicas del artista malagueño.
También hay ejemplos de artistas posteriores como Antonio Saura (Retrato de Mari, 1958), Antoni Tàpies, Esteban Vicente, Carmen Laffón, Miquel Barceló (Sopa de Europa, 1985), Jaume Plensa, Juan Muñoz, Xavier Corberó y Santiago Calatrava (la escultura móvil Ola).

### Esculturas
Gracias a la iniciativa de Virginia Meadows, segunda esposa del magnate fundador, el museo alberga escultura internacional: Rodin, Aristide Maillol, Jacques Lipchitz y Giacometti. Al exterior se exhiben las de Plensa y Calatrava junto a otras de Henry Moore, Claes Oldenburg y otros autores.

## Galería de obras destacadas

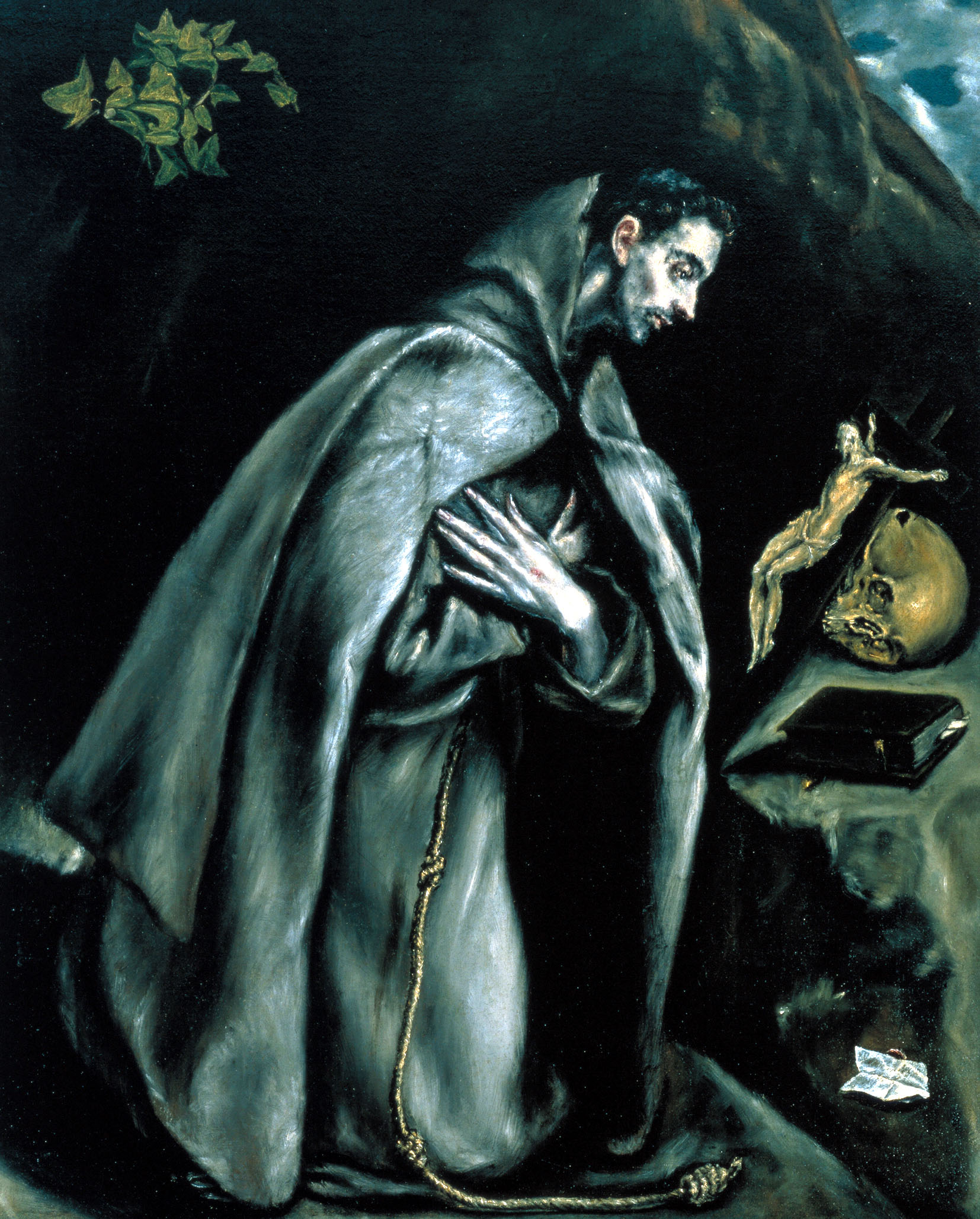
San Francisco, de El Greco
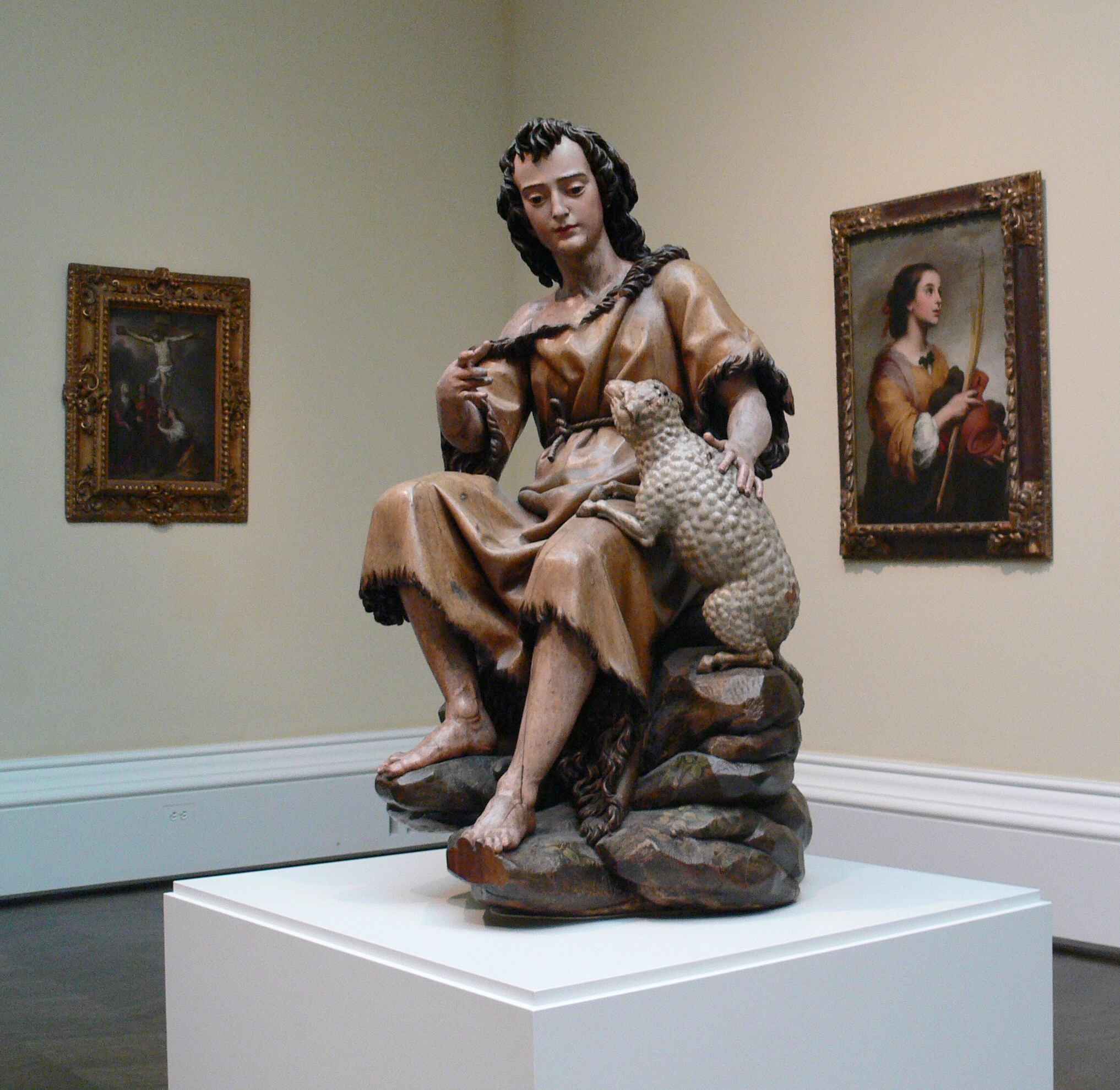
San Juan Bautista, estatua de Juan Martínez Montañés; detrás cuelga Santa Justa de Murillo
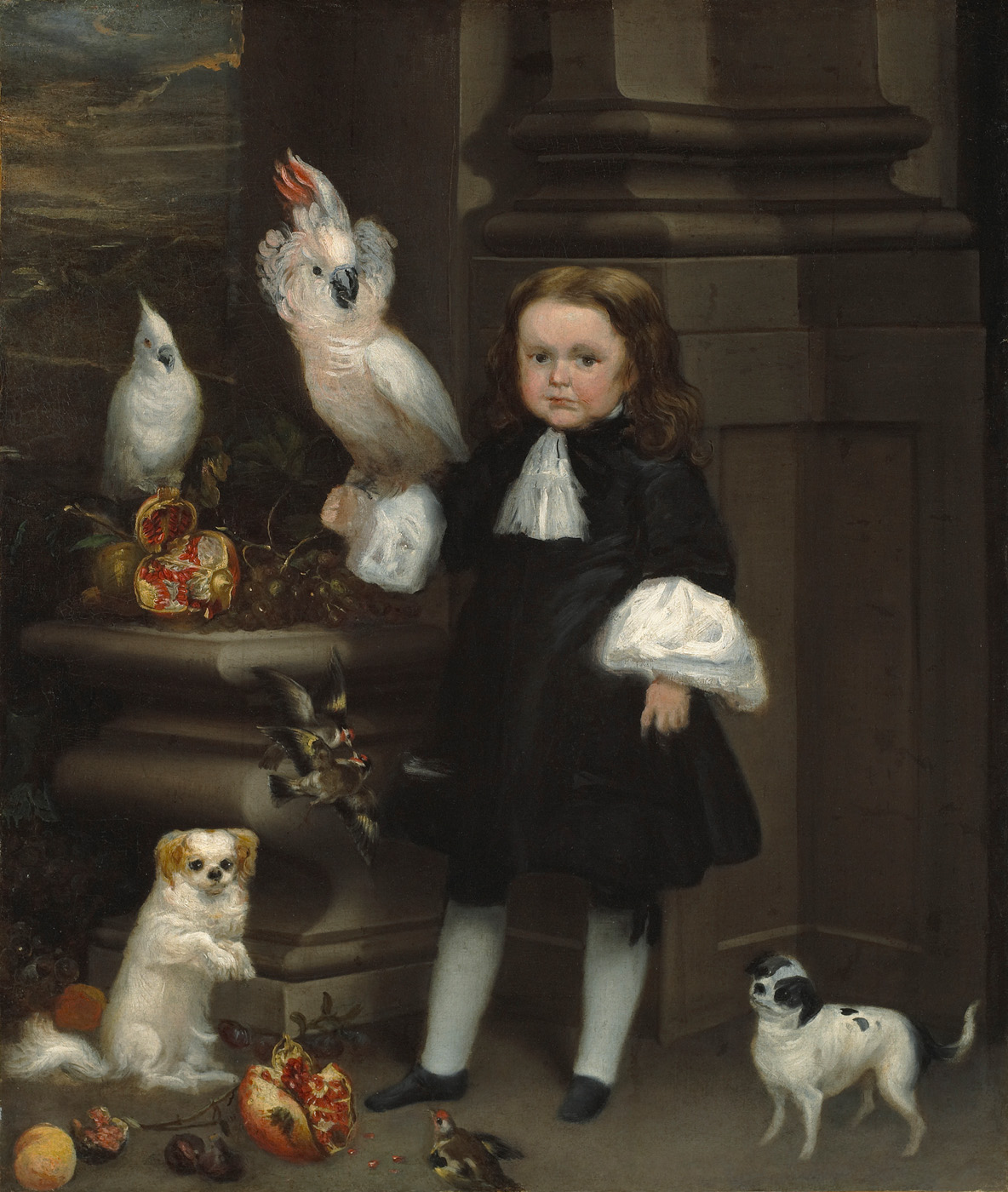
Retrato del enano Michol, obra de Juan Carreño de Miranda
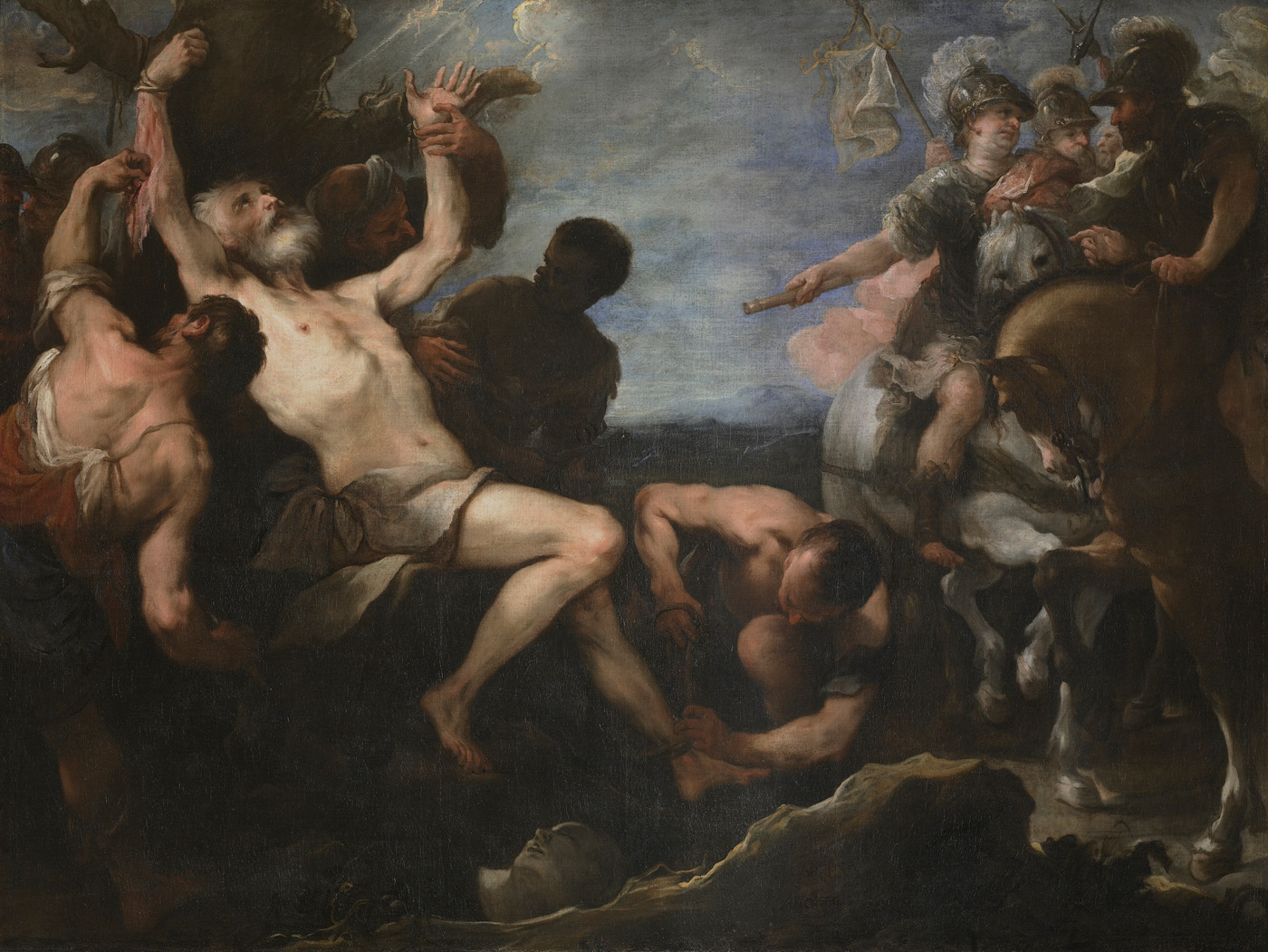
El martirio de san Bartolomé, de Juan Carreño de Miranda
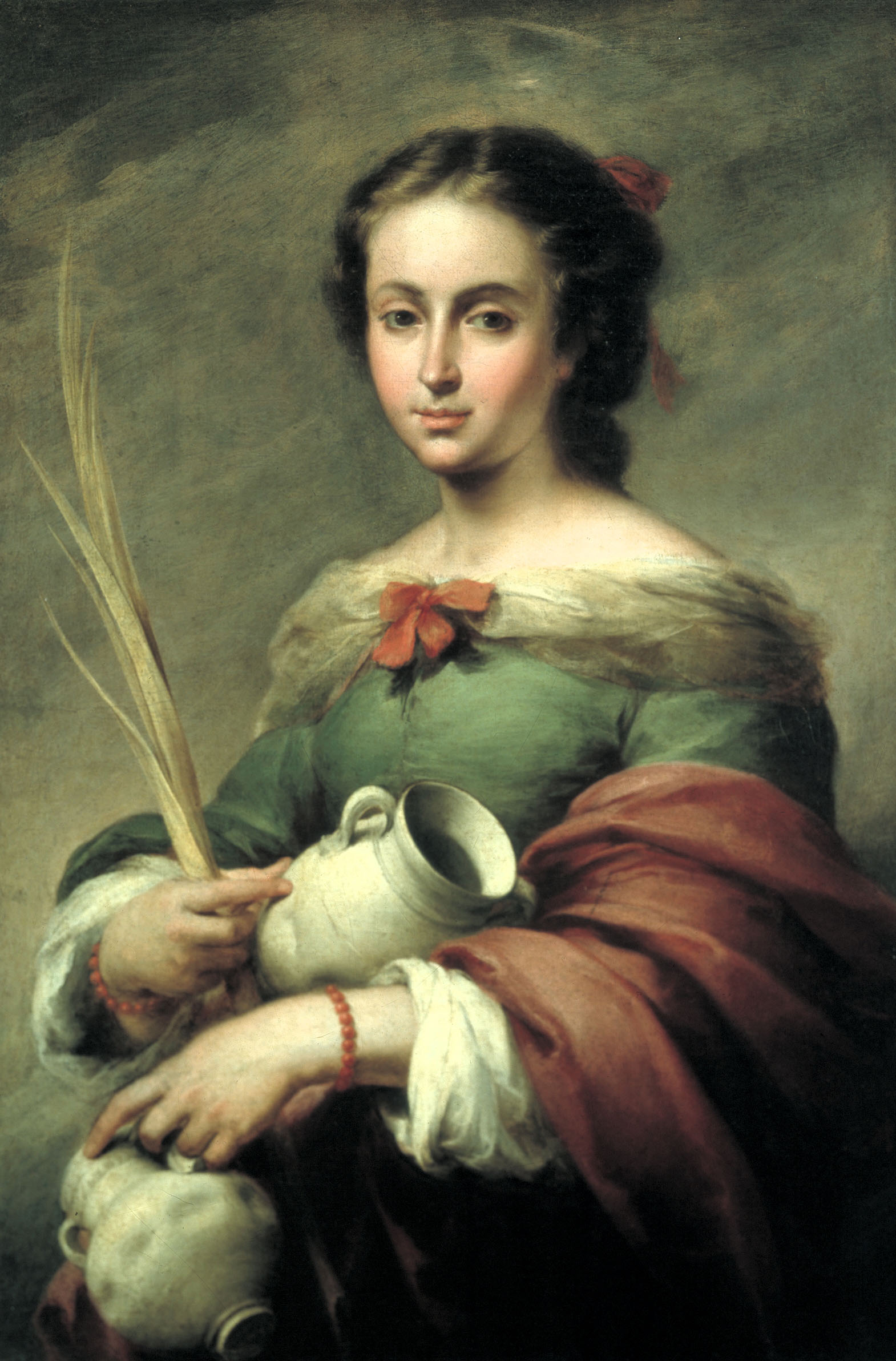
Santa Rufina, de Murillo
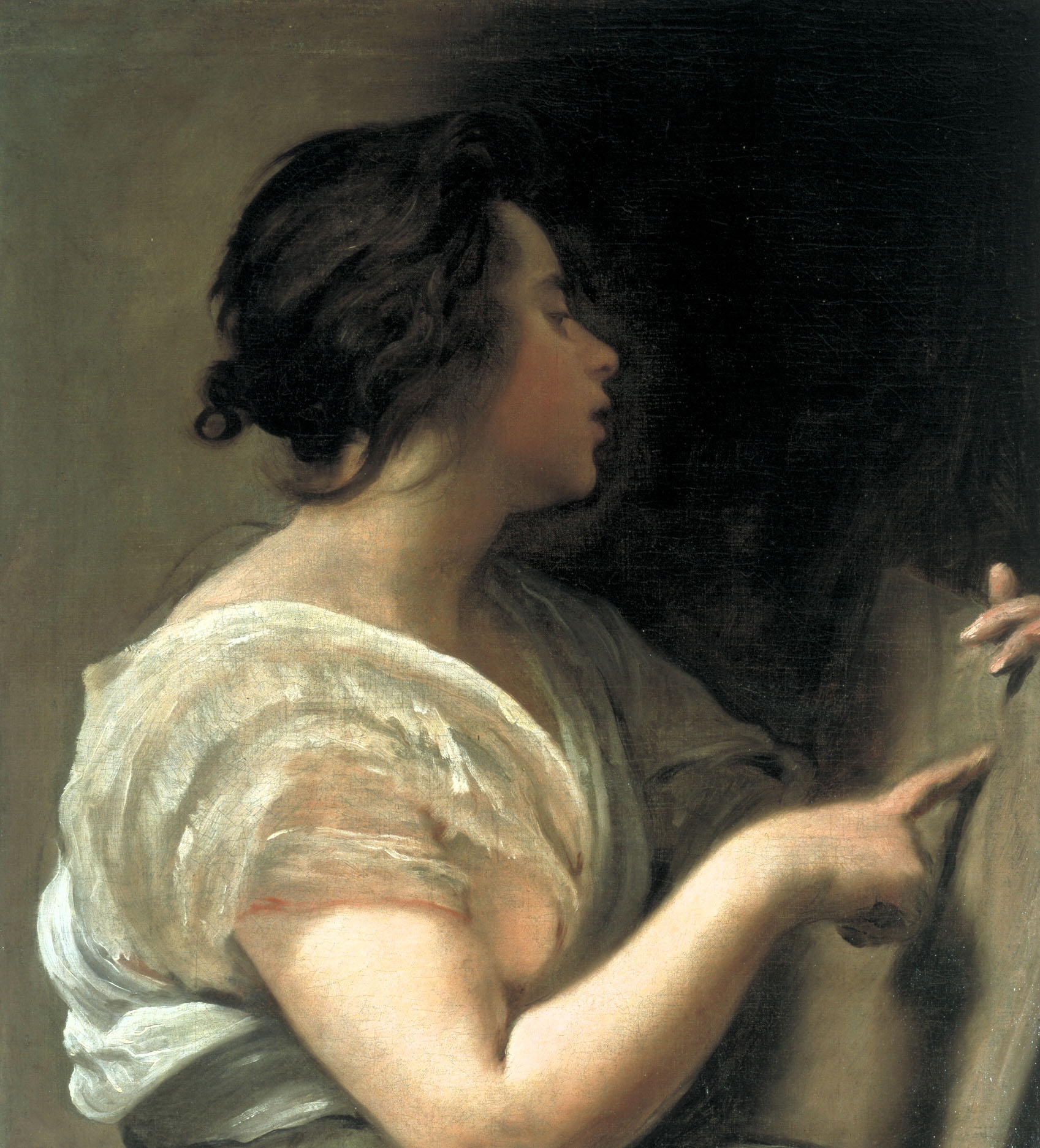
Sibila con tabula rasa, de Velázquez